# Мельбурнський трамвай
Мельбурнський трамвай (англ. Trams in Melbourne) — мережа трамвайних маршрутів в місті Мельбурн, Вікторія, Австралія. Найбільша в світі трамвайна мережа (на другому місці Петербурзький трамвай) складається з 250 км, та 1763 трамвайних зупинок. Разом з міською електричкою створюють основу громадського транспорту міста.

## Історія
Перші трамваї на кінні тязі з'явилися в місті у грудні 1884 року, через рік в місті відкрилася лінія канатного трамваю. У кінці 1890-х в місті почав в тестовому режимі курсувати експериментальний електричний трамвай, але через недосконалість технології його експлуатація вийшла невдалою, тому перша постійно діюча лінія електричного трамваю була відкрита лише в 1906 році. На початку 1900-х років місто постійно розширялося та потребувало надійного транспорту для переміщення великої кількості пасажирів. У 1907 році була створена муніципальна трамвайна компанія що зайнялась електрифікацією та розбудовою системи. Остання в місті лінія канатного трамваю закрилася у жовтні 1940 року .
Після Другої світової війни в австралійських містах почалося масове закриття трамвайних мереж через появу дешевших в обслуговувані автобусів. Не минула ця тенденція і Мельбурн, на початку 1950-х сталося різке зменшення кількості пасажирів. Ця тенденція зберігалася до 1970-х років, хоча жодного разу в історії міста автобусні маршрути не були популярніші за трамвайні. В 1970 році Мельбурн був єдиним в Австралії містом в якому збереглася розвинена трамвайна мережа. Зберегти систему вдалося тому що після реконструкції у 1930-х роках система ще не була зношеною як в інших містах, та широкі вулиці в місті дозволяли трамваям та автомобілям співіснувати на проїжджій частині не заважаючи один одному. Згодом з'ясувалася вірність цього рішення, тоді як в інших містах країни почалися автомобільні затори та постійне погіршення якості повітря, Мельбурн минула ця доля. Після понад двадцяти річної перерви у 1978 році сталося розширення мережі, та почалося оновлення рухомого складу. Наприкінці 1990-х система була приватизована, колії залишилися у власності міста, а обслуговування та рухомий склад передані по договору франшизи приватні компанії.

## Лінії
В місті 24 трамвайних маршрути, що охоплюють практично увесь Мельбурн.
- Маршрут № 1 — 13,2 км, від південного Мельбурна до передмістя Кобург.
- Маршрут № 3 — 16,3 км, від університету Мельбурна до передмістя  східний Молверн.
- Маршрут № 5 — 12,6 км, від університету Мельбурна до передмістя  Молверн.
- Маршрут № 6 — 19 км, від залізничної станції Мореланд до передмістя  Глен Айріс.
- Маршрут № 11 — 13,3 км, від Вікторія-харбор до Західного Престона.
- Маршрут № 12 — 11,3 км, від передмістя Сент-Кілда до Вікторія гарденс.
- Маршрут № 16 — 20,2 км, від університету Мельбурна до Кью.
- Маршрут № 19 — 10,2 км, від Сіті до передмістя Кобург.
- Маршрут № 30 — 2,9 км, від площі Сент-Вінсент до Доклендс.
- Маршрут № 35 — 7,6 км, регулярний екскурсійний маршрут навколо мельбурнського сіті.
- Маршрут № 48 — 13,5 км, від Вікторія-харбор до північного Болвіна.
- Маршрут № 57 — 11,6 км, від Сіті до західного Марібірнонга.
- Маршрут № 58 — 18,2 км, від Турака до Pascoe Vale South.
- Маршрут № 59 — 14,7 км, від Сіті до передмістя західний Аеропорт.
- Маршрут № 64 — 16,1 км, від університету Мельбурна до східного Брайтона.
- Маршрут № 67 — 12,7 км, від університету Мельбурна до Карнегі.
- Маршрут № 70 — 16,5 км, від Доклендс Вотерфронт до Веттл-парк.
- Маршрут № 72 — 16,8 км, від університету Мельбурна до Діпдена.
- Маршрут № 75 — 22,8 км, від Сіті до південного Вермонта.
- Маршрут № 78 — 6,5 км, від північного Річмонда до Балаклави.
- Маршрут № 82 — 9,2 км, від залізничної станції Футскрей до Муні-Пондс.
- Маршрут № 86 — 22,2 км, від Доклендс Вотерфронт до передмістя Бандура.
- Маршрут № 96 — 13,9 км, від пляжу Сент-Кілда до східного Брансвіка.
- Маршрут № 109 — 19,2 км, від Порт-Мельбурн до торгівельного комплексу Бокс-Хілл

## Галерея

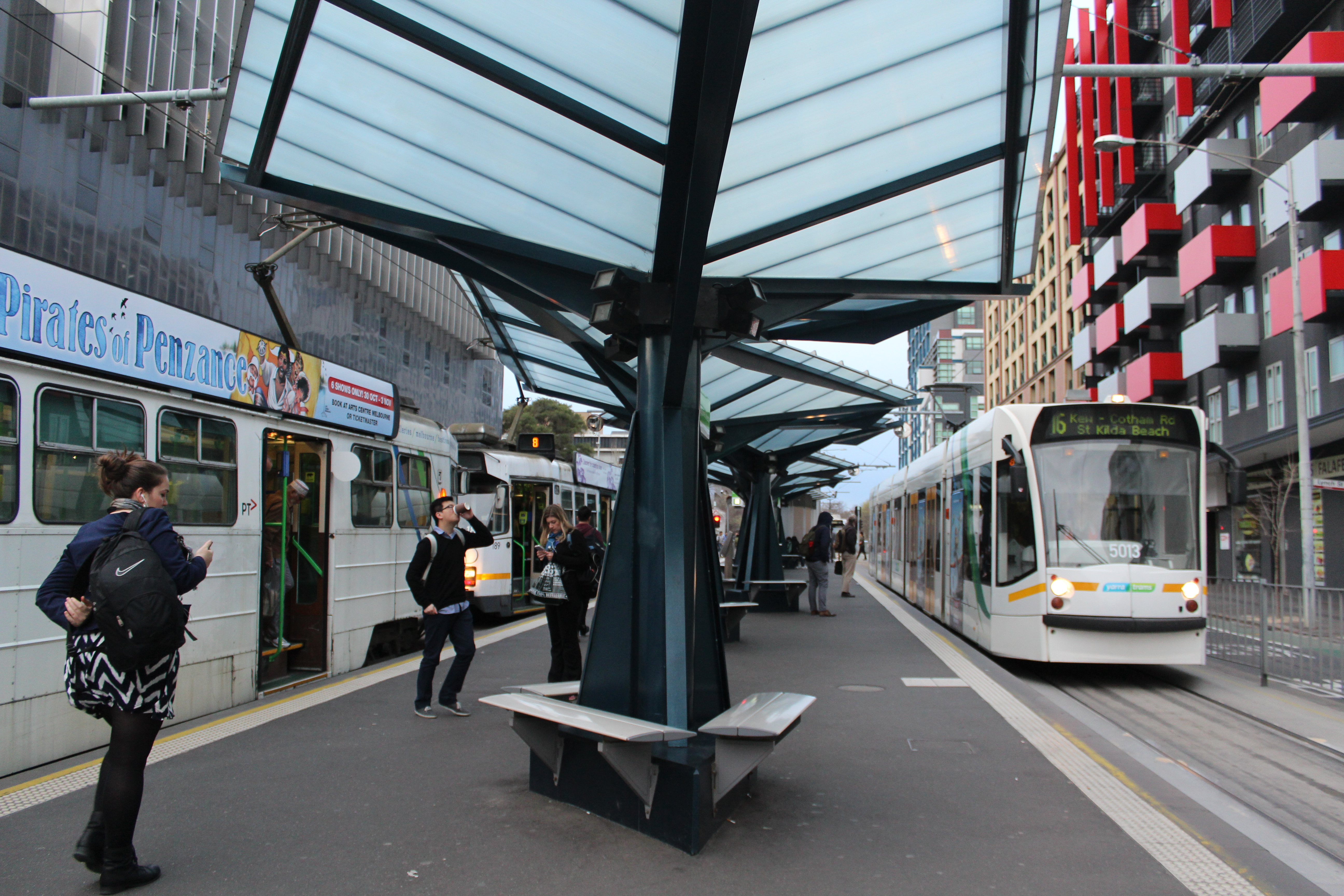
Трамваї на зупинці «Melbourne University»
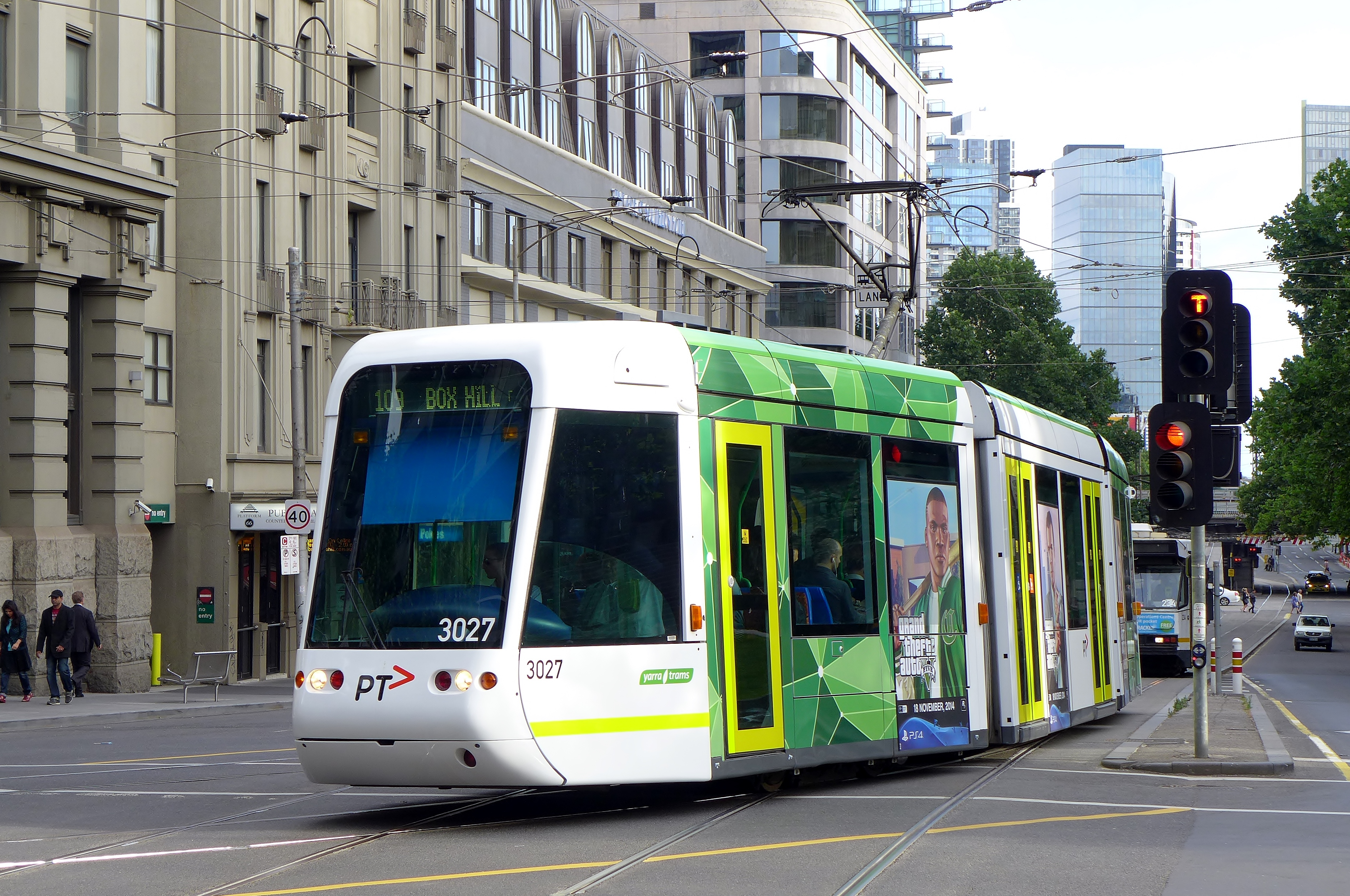
Трамваї на вулиці Спенсер
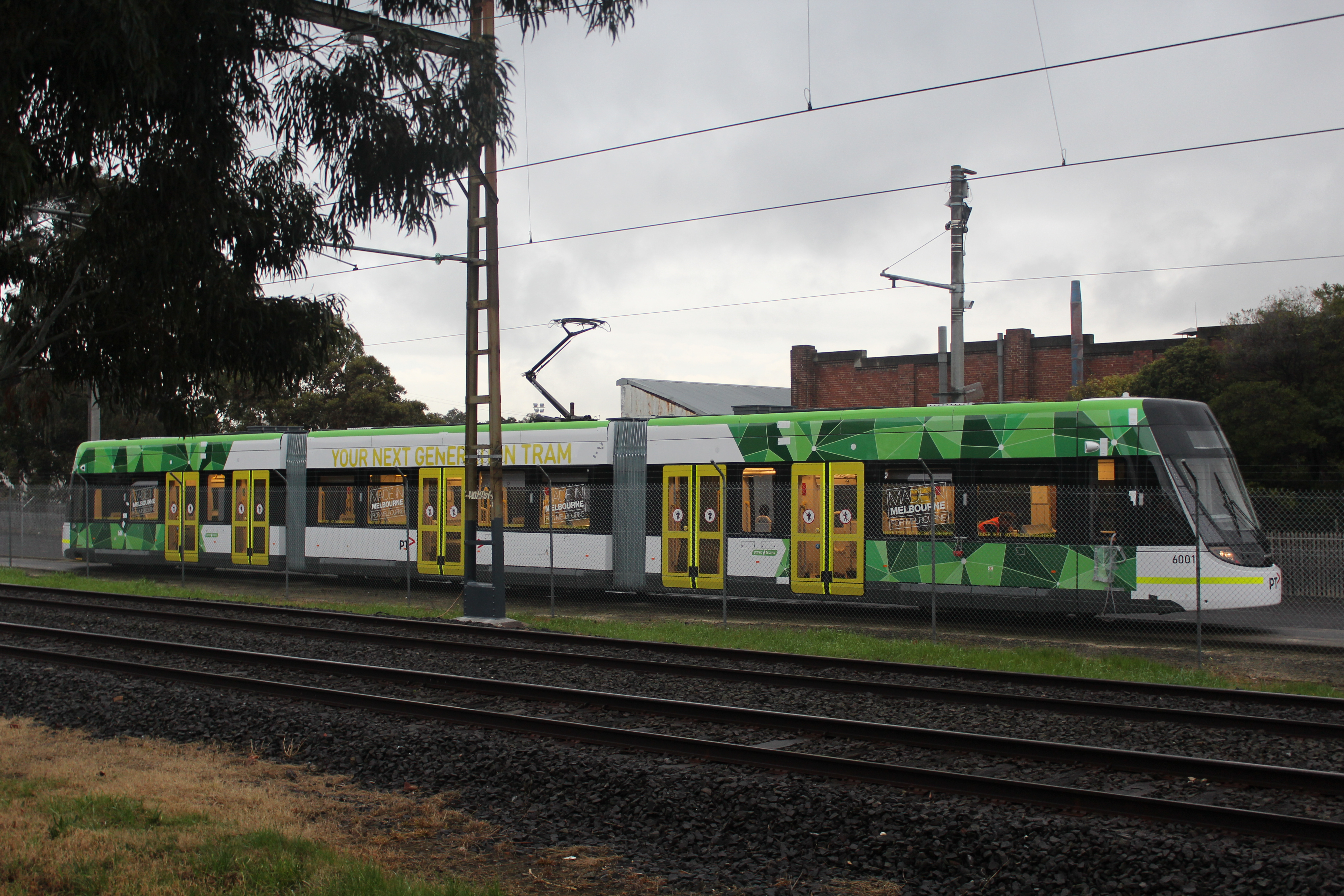
Сучасний рухомий склад
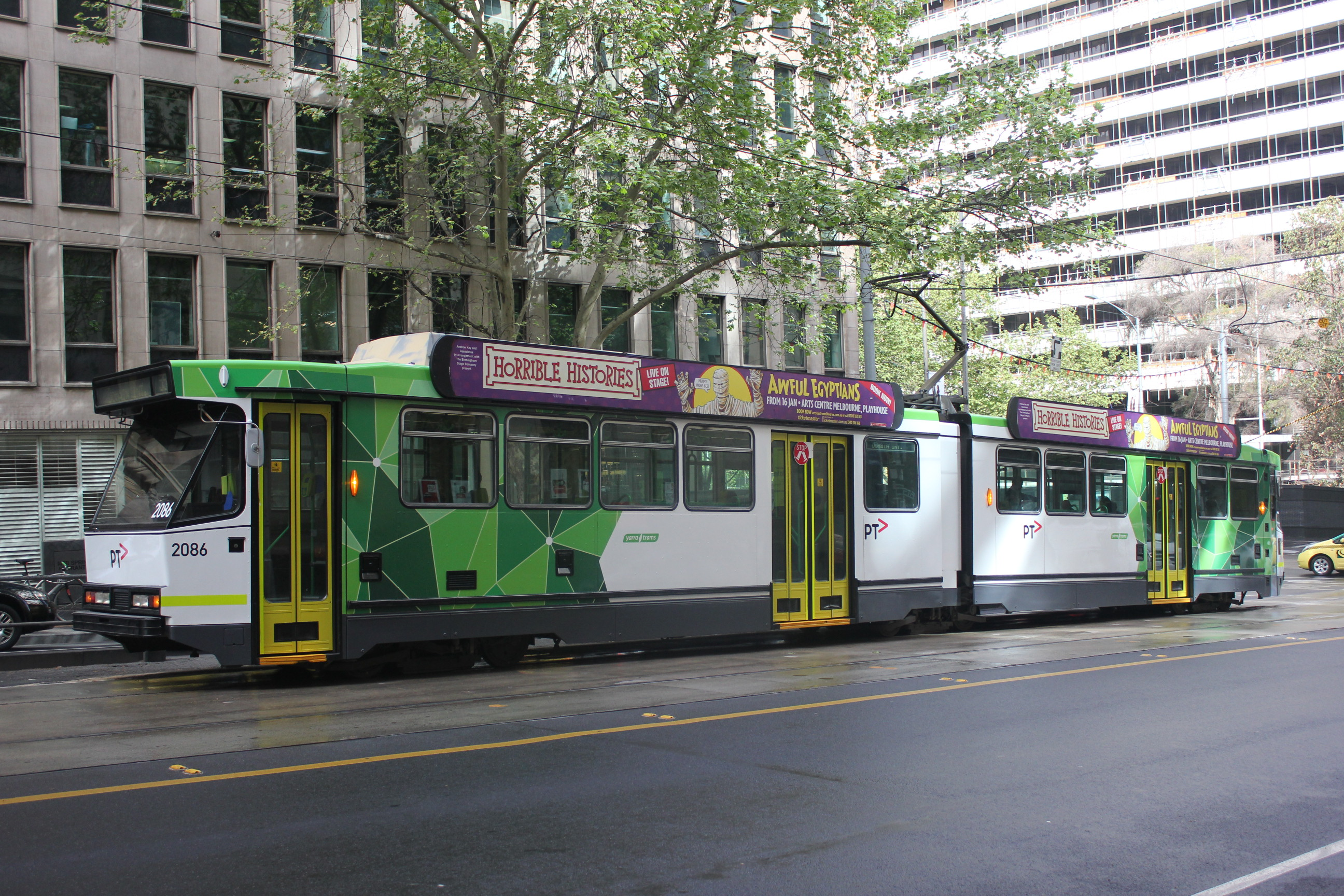
Типовий вагон серії В
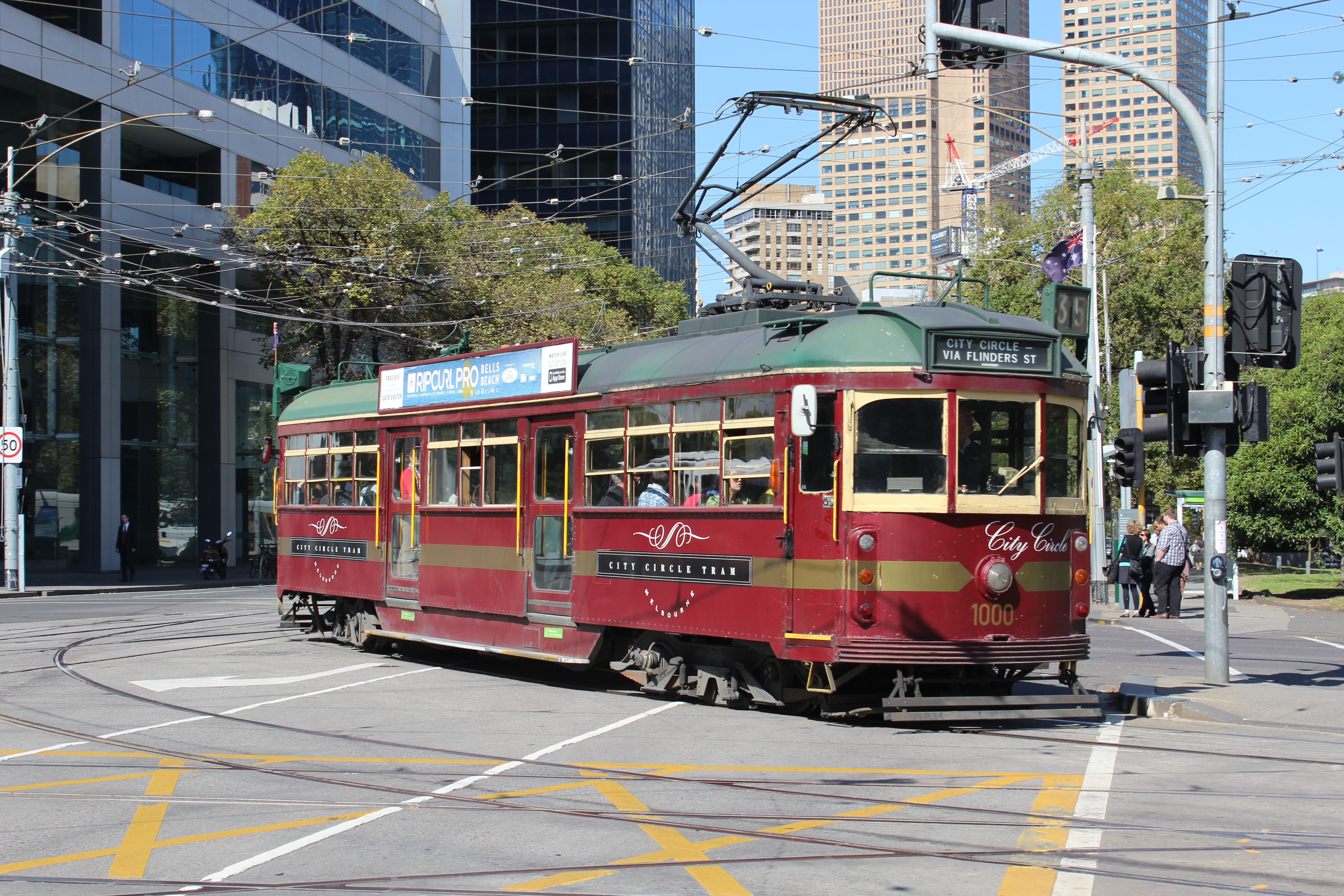
Ретро трамвай на маршруті №35